# Kosovo do Norte
Kosovo do Norte
é uma denominação não-oficial de uma região do Kosovo, composta pelos municípios Leposavić, Zvečan e Zubin Potok, cujos habitantes, na maioria Sérvios, se recusaram a aceitar a Independência do Kosovo de 17 de fevereiro de 2008 alegando pertencer à Sérvia.
1. ↑  Ignatieff, Michael. (2003). Guerra virtual : más allá de Kosovo. [S.l.]: Paidós. OCLC 55056162
2. ↑  Pinos, Jaume Castan. «The problem of the north and the potential for further border transformations in Kosovo». Routledge: 133–157. ISBN 978-1-315-14801-4
3. ↑  NMR Publisering (4 de setembro de 2013). «Международный Север»
4. ↑  Pinos, Jaume Castan. «Kosovo beyond Kosovo». Routledge: 158–177. ISBN 978-1-315-14801-4